# Les Authieux-Papion
Les Authieux-Papion är en kommun i departementet Calvados i regionen Normandie i norra Frankrike. Kommunen ligger i kantonen Mézidon-Canon som ligger i arrondissementet Lisieux. År 2018 hade Les Authieux-Papion 62 invånare.

## Befolkningsutveckling
Antalet invånare i kommunen Les Authieux-Papion
Referens: INSEE